# Biled
Biled, adverbial eller adverbialled er et sætningsled der fungerer som et biord. Det kan udtrykke for eksempel tid, sted og måde.
På dansk er eksempler
- Jeg løb i går. (tidsadverbial)
- Han løb hurtigt. (t-biord)
- Du arbejder hele dagen

På dansk kan et adverbial bestå en af følgende fraser
1. adverbiumfrase
2. præpositionsfrase
3. nominalfrase
4. en frase der begynder med ordet som
5. en sætning